# Khirbet el-Qôm
 (octobre 2015).
Si vous disposez d'ouvrages ou d'articles de référence ou si vous connaissez des sites web de qualité traitant du thème abordé ici, merci de compléter l'article en donnant les références utiles à sa vérifiabilité et en les liant à la section « Notes et références ».

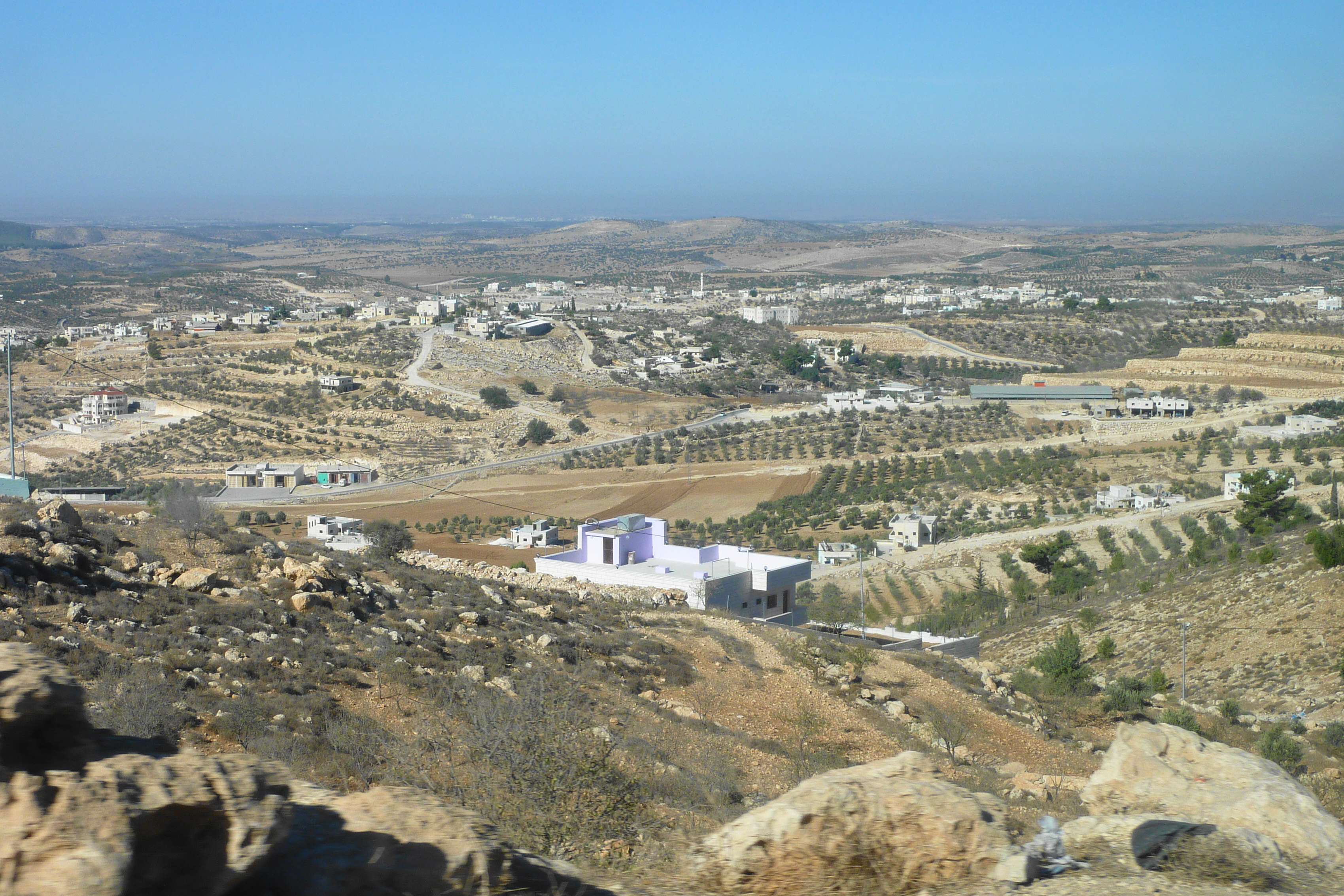
Khirbet el-Qom, Jordanie.

Khirbet el-Qôm  est un site archéologique comprenant deux tombes, situé entre Lakish et Hébron, dans l'ancien royaume de Juda.
Les tombes ont été explorées en 1967 par William Dever après leur découverte par des pilleurs de tombes. Les deux tombes contiennent des inscriptions datant de la seconde moitié du VIIIe siècle av. J.-C.
Ces inscriptions mentionnent « Yahweh » et « son Ashéra », mais sans nom de lieu, contrairement à celles de Kuntillet Ajrud.